# Chechiș, Sălaj
Chechiș este un sat în comuna Bălan din județul Sălaj, Transilvania, România. Este situat pe valea Almașului, la aproximativ 12 km de Jibou.

## Învățământ

Chechiș

Prima școală în limba română de pe Valea Almașului - pas important pentru emanciparea culturală a românilor ardeleni de pe Valea Almașului -  a fost întemeiată de Ioan Bența, de aceea poreclit „dăscăluțul”. Descendenții săi au porecla „de-a Dăscăluțului”.